# 名もなき塀の中の王
『名もなき塀の中の王』（なもなきへいのなかのおう、Starred Up）は、2013年のイギリスの犯罪ドラマ映画。監督はデヴィッド・マッケンジー、出演はジャック・オコンネルとベン・メンデルソーンなど。
ロンドンの刑務所で実際に囚人相手の心理療法士として働いた経験を持つジョナサン・アッセルの脚本をもとに、少年院から成人刑務所に移送された19歳の不良少年が刑務所内で再会した父親や心理療法士との対話を通じて成長していく姿を描いている。

## ストーリー
エリック・ラブ（ジャック・オコンネル）が、その暴力性を問題視されて、少年院から成人刑務所へと移送されてくる。そこで彼は、幼い頃に生き別れた父親のネビル（ベン・メンデルソーン）と再会する。終身刑で収監されているネビルは「ここで生き残りたければ目立つな」とエリックに助言するが、エリックは耳を貸そうとしない。
エリックは、カウンセラーのオリバー・バーマー（ルパート・フレンド）が開くグループ・セラピーに参加する。はじめは反抗的な態度をとるエリックであったが、しだいに他の囚人たちと打ち解けていく。グループ・セラピーのセッションの中で、エリックは自らの過去を語る。母親を早くに亡くして施設に入れられた彼は、施設の職員から性的虐待を受けたのだという。
ネビルがグループ・セラピーのセッションを訪ねてくる。エリックとネビルは心を通わせることができず、口論を始める。その場にいた他の囚人たちが2人のあいだに入って喧嘩を止めるが、エリックとネビルは懲罰房に入れられる。この1件で刑務所長たちの対応に業を煮やしたオリバーは辞職し、刑務所を去っていく。
ネビルは、囚人たちの頂点に君臨するデニス・スペンサー（ピーター・フェルディナンド）の独房を訪れる。デニスと会話を交わす中で、ネビルは、エリックの命が危険にさらされていることを知る。ネビルはデニスを殺害し、エリックのもとへ向かう。
懲罰房にいたエリックは、副刑務所長ヘインズ（サム・スプルエル）と看守たちの襲撃を受ける。ヘインズたちはエリックの首に縄をかけて、彼を天井から吊るす。そこへネビルが駆けつけて、看守たちを撃退する。ネビルはヘインズに縄を切らせ、エリックを胸元に抱く。やがて意識を取り戻したエリックは、ネビルの腕のなかで泣き崩れる。
ネビルがデニス殺害の罪で移送されようとしているところに、ネビルを見送るため、エリックが現れる。後ろ手に手錠をかけられている2人は、抱擁する代わりに顔を寄せ合う。ネビルは「お前の父親であることを誇りに思う」と告げると、看守たちに連れられて、その場をあとにする。エリックは、遠ざかっていくネビルの背中を無言で見つめるのであった。

## キャスト
括弧内は日本語吹替声優。
- エリック・ラブ: ジャック・オコンネル（中尾智）
- ネビル・ラブ: ベン・メンデルソーン （西垣俊作）
- オリバー・バーマー: ルパート・フレンド（大塚智則）
- 副刑務所長ヘインズ: サム・スプルエル（英語版）（福里達典）
- ハッサン: アンソニー・ウェルシュ（英語版）（相樂真太郎）
- マクドナルド: ダーレン・ハート（佐々木祐介）
- タイロン: デヴィッド・アジャラ（英語版）
- デニス・スペンサー: ピーター・フェルディナンド（英語版）（龍波しゅういち）
- デス: ガーシュウィン・ユスターシュ・Jr.
- ライアン: アシュレー・チン（英語版）（入倉敬介）
- ジェイゴ: ラファエル・ソウォル（對馬芳哲）
- 看守主任スコット: ジリー・ギルクリスト（庄司然）
- 看守セルフ: トミー・マクドネル（長谷部忠）
- 看守ジェントリー: フレデリック・シュミット（英語版）（中村勘）

## 上映
2013年10月10日、ロンドン映画祭にて上映された。イギリスでは2014年3月21日に一般公開された。

## 評価
Metacriticでは、26件の批評家レヴューで平均値は81点だった。Rotten Tomatoesでは、105件の批評家レヴューで平均値は7.9点、支持率は99%だった。
ハリウッド・リポーター誌のトッド・マッカーシーは、「今から数年後、本作は、ジャック・オコンネルという新たなスターの到来を告げた作品として記憶されているであろう」と述べて、本作におけるオコンネルの演技を称賛した。